# Kawia brazylijska
Kawia brazylijska, dawniej: aperea (Cavia aperea) – gatunek gryzonia z rodziny kawiowatych spokrewniony z kawią domową.
Zamieszkuje środowiska otwarte i góry Ameryki Południowej od północy kontynentu poprzez jego zachodnią i środkową część, aż do wschodniego wybrzeża. Kawia brazylijska została udomowiona przez Inków i była hodowana dla mięsa.
- długość ciała - 20–30 cm
- ogon - brak
- masa - 500-800 g
- tryb życia - grupa (wiele osób trzyma je osobno)
- stan populacji - liczny

## Podgatunki
Wyróżnia się sześć podgatunków kawii brazylijskiej:
- C. aparea aparea Erxleben, 1777
- C. aparea guianae Thomas, 1901
- C. aparea hypoleuca Cabrera, 1953
- C. aparea pamparum Thomas, 1901
- C. aparea patzelti Schliemann, 1982
- C. aparea rosida Thomas, 1917